# В твоїх мріях
«В твоїх мріях» (англ. In Your Dreams) — фантастичний роман британського письменника Тома Голта.
Роман є другою книгою про магічну фірму Дж. В. Велса, яка була опублікована в 2004 році: Дж. В. Велс натхненний головним героєм книги Ґілберта і Саллівана «Чародій».

## Сюжет
Пол Карпентер — головний герой книги. Короткий зміст книги викладено в наступній книзі серії Earth, Air, Fire and Custard (укр. Земля, Повітря, Вогонь та Заварний крем), де Пол розповідає своєму дядькові про те, що з ним сталося.
Тож Пол розповів йому все: як він отримав роботу молодшого клерка у фірмі під назвою J. W. Wells & Co в Сіті, не знаючи, чим вони насправді займаються; як для нього стало шоком, коли він дізнався, що вони є однією з шести найбільших фірм сімейних і комерційних магів у Великій Британії, що спеціалізуються на розвагах та медіа, видобутку та мінеральних ресурсах, будівництві, вирішенні спорів, сектори прикладного чаклунства та боротьби зі шкідниками; як він майже одразу намагався піти у відставку, і як трохи пізніше він дізнався, що причина, чому вони не дозволили йому, полягала в тому, що його батьки профінансували їх достроковий вихід на пенсію у Флориді, продавши його партнерам JWW, тому що вміння робити магію було в його сім'ї настільки розвинене, що було неминучим те, що він також матиме сили. Розповів як він ненадовго зустрів справжнє кохання Софі, іншого молодшого клерка, незадовго до того, як її викрала графиня Джуді ді Кастель Б'янко, партнерка фірми з розваг і PR і спадкова королева феїв, яка назавжди стерла почуття Софі до Пола. Занурився в розповідь про те, як він навчився шукати родовища корисних копалин від містера Таннера, який був напівгобліном зі сторони матері, і героїзму та вбивства драконів від Рікі Вурмтотера, партнера по боротьбі зі шкідниками, і трохи прикладного чаклунства від молодшого містера Велса (раніше старший містер Велс перетворив його на ксерокс); і як він щойно почав вивчати теорію просторово-часового зміщення разом із Теодором Ван Шпі, колишнім професором класичного чаклунства в Лейденському університеті та винахідником портативного складного паркувального місця. Ну й про те згадав, як він двічі помер (тільки другий раз був нещасним випадком) і на деякий час був покладений на депозит на рахунок фірми в Банку Мертвих.

## Реакція
Англійський письменник та телепродюсер Роб Грант оцінив роман, як «унікально закручений… дотепний прикол»